# Серман, Эндрю
Эндрю «Дрю» Серман (англ. Andrew "Drew" Surman; 20 августа 1986, Йоханнесбург, ЮАР) — английский футболист, полузащитник.

## Карьера
Серман родился в Йоханнесбурге, ЮАР, куда его родители переехали из Англии, когда его отец устроился на работу в местную страховую компанию. Семья Серманов вернулась в Саутгемптон в 1995 году, и Эндрю был зачислен в академию клуба «Хэдж-Энд Рейнджерс», откуда вскоре перебрался в академию «Саутгемптона».

### Саутгемптон
Серман стал самым молодым игроком, сыгравшим за резервную команду Саутгемптона после Тео Уолкотта. Свой первый профессиональный матч он сыграл в сезоне 2004/05, находясь в аренде в «Уолсолле». Вернувшись в «Саутгемптон» в начале сезона 2005/06, Серман хорошо себя проявил в ходе предсезонных сборов в Шотландии. С августа 2005 по январь 2006 года он отлично показал себя в аренде в «Борнмуте»: сыграв в каждой игре, он забил 6 голов.
Дебютный матч за «Саутгемптон» Серман провел 25 января 2006 года под руководством нового тренера Джорджа Берли на домашнем поле против «Кристал Пэлас», а первый гол забил уже в следующем матче против «Плимут Аргайл» (1-2). 17 февраля 2007 года Серман сделал хет-трик (два гола с игры и один с пенальти) в победном 5-2 матче против «Барнсли».
Серман был важной частью команды «Саутгемптон» в том сезоне, хотя сам клуб не смог добиться выхода в Премьер-Лигу, проиграв в серии пенальти «Дерби Каунти».

### «Вулверхэмптон»
Серман вышел в Премьер-Лигу, заключив трехлетний контракт с дебютантом «Вулверхэмптон Уондерерс», «Саутгемптон» получил за него £1.2 млн Following his move to Wolves, Surman expressed his sadness of leaving Southampton and described the club’s plight as 'unbelievable'.
За новую команду он дебютировал 18 августа 2009 года в игре против «Уиган Атлетик», заменив Грега Хэлфорда. В стартовом составе он впервые вышел 21 ноября 2009 года против «Челси», но так и не стал игроком основы, сыграв за клуб всего 7 матчей.

### «Норвич»
Серман заключил трехлетний контракт в новичком Чемпионшипа, клубом «Норвич Сити», 22 июня 2010 года. Свой первый матч за новый клуб он провел 6 августа 2010 года в игре против «Уотфорда» (3-2). После впечатляющего старта за «Норвич», Серман получил травму колена в матче против «Барнсли» 11 сентября 2010 года. Он вернулся в строй к матчу с «Лидс Юнайтед» 20 ноября (1-1). В игре против «Ипсвич Таун» у Сермана случился рецидив травмы колена, и он выбыл до февраля 2011 года. После травмы он в течение трех матчей не мог попасть в основной состав и выходил на поле со скамейки запасных. Серман вернулся в основу в победном 2-0 матче против «Барнсли», проведя на поле все 90 минут. Он забил свой первый гол за Норвич в победной 3-1 игре с «Бристоль Сити». 15 апреля 2011 года Серман забил победный гол в матче с «Ноттингем Форест» (2-1). На следующей неделе он забил в игре с «Ипсвич Таун» (5-1) и помог своей команде выйти в Премьер-Лигу.
Серман сыграл в трех из четырёх первых матчей «Норвича» в Премьер-Лиге, пока не потерял свое место в составе, так как тренер Пол Ламберт предпочитал схему 4-2-3-1. Лишь в конце ноября Серман стал выходить на замену по ходу матчей. 20 декабря 2011 года он забил гол «Вулверхэмптону» в игре, завершившейся вничью 2-2. 14 января 2012 года он забил «Вест Бромвич Альбиону» с левой ноги в победном матче 2-1, а 4 февраля огорчил «Болтон» (2-0). В интервью Серман высказался, что чем больше матчей он играет, тем лучше себя показывает. 14 апреля 2012 года он забил единственный гол в проигранном 1-6 матче с Манчестер Сити.
«Норвич Сити» смог сохранить прописку в Премьер-Лиге, и Серман подписал новый трехлетний контракт до 2015 года, сказав:. «Я чувствую себя здесь прекрасно, это честь для меня, подписать новый контракт с „Норвич Сити“, я с нетерпением жду этих трех лет». Однако после старта нового сезона Серман выбыл из строя до нового года после того, как получил травму колена на тренировке.

### «Борнмут»
31 июля 2013 года «Борнмут» подтвердил, что оформил переход Сермана сроком на один год по договору аренды. Игрок сыграл крайне важную роль в игре команды в сезоне 2013/14, отыграв 35 матчей. 1 сентября 2014 года Серман перебрался в «Борнмут» на постоянной основе.
2 мая 2015 года Серман вместе с «Борнмутом» выиграл Чемпионшип и вышел в Премьер-Лигу. В новом сезоне он отыграл за клуб 38 матчей и помог команде удержаться в Премьер-Лиге ещё на год.

## Международная карьера
Несмотря на выбор играть за ЮАР, Серман вошёл в состав молодежной сборной Англии на матчи против Черногории 7 сентября и Болгарии 11 сентября. В матче против Черногории он вышел на замену в перерыве и забил гол (3-0), получив пас от бывшего игрока Саутгемптона Декстера Блэкстока.
В сентябре 2012 года Серман заявил, что с ним связывались представители сборной ЮАР и что это большая честь для него, но он ставит какие-либо международные амбиции на задний план, чтобы полностью сосредоточиться на делах клуба и семьи.

## Личная жизнь
В апреле 2015 года супруга Сермана родила ему третьего ребёнка.

## Достижения
Борнмут
- Чемпионшип 2014/15